# Municipio de South Point
El municipio de South Point (en inglés: South Point Township) es un municipio ubicado en el  condado de Gaston en el estado estadounidense de Carolina del Norte. En el año 2000 tenía una población de 35.271 habitantes.

## Geografía
El municipio de South Point se encuentra ubicado en las coordenadas 35°13′42.25″N 81°3′13.72″O / 35.2284028, -81.0538111.